# Glantraeth Football Club
Le Glantraeth FC est un club gallois de football basé à Bodorgan.

## Historique
- 1984 : fondation du club